# 国際常温核融合学会
国際常温核融合学会（こくさいじょうおんかくゆうごうがっかい）は、英国に本拠地を置く常温核融合分野の国際的な学会である。英語名は、The International Society for Condensed Matter Nuclear Science（略称：ISCMNS）。

## 設立趣旨
国際常温核融合学会の設立趣旨は以下の通りである。｢我々のミッションは、世の人々に貢献するために、常温核融合の理解の促進と実用化を支援することである。そのミッション実現のために、我々は、1．国際学会の開催と支援、2．科学者同士のコミュニケーションと協力関係構築の促進、3．情報の発信と交流　を一生懸命に行う。我々は、常温核融合ジャーナル、ウェブサイト、DVD、その他、時代に応じたもっとも適切な媒体を通じて、世の中に情報を提供することにコミットする。｣

## 経緯
国際常温核融合学会は、世の人々に貢献するために、常温核融合の理解の促進と実用化を支援することを目的に1989年に設立され、その後、2004年6月2日に英国において登記された有限責任法人の非営利組織である。

## 国際常温核融合会議
国際常温核融合会議は、国際常温核融合学会により開催される常温核融合分野の国際的な会議である。一般的には、ICCF（アイ・シー・シー・エフ）の呼称で呼ばれている。
開催地は、ヨーロッパ、アメリカ、アジア内の国で持ち回りとされている。第1回の会議は、1989年にアメリカのニューメキシコ州、サンタフェで開催された。
2012年8月に韓国のデジュンで開催された第17回 国際常温核融合会議（ICCF-17）では、フランチェスコ・チェラニ（イタリア）による、公開実験が行われ、開催期間中の5日間連続で平均20ワットの出力を公開し欧米のメディアに取り上げられた。

## 国際常温核融合学会賞
国際常温核融合学会賞は、1993年にイタリアの自動車メーカーのフィアットにより常温核融合の研究の促進と実用化の支援を目的として、常温核融合分野での研究の進展に貢献の高い研究者に送られる国際的な賞として設立された。近年では、国際常温核融合会議において、国際常温核融合学会賞の受賞者の発表とメダルの授与が行われている。